# Quellkrautgewächse
Die Quellkrautgewächse (Montiaceae) sind eine Familie in der Ordnung der Nelkenartigen (Caryophyllales) innerhalb der Bedecktsamigen Pflanzen. Die etwa 15 Gattungen sind hauptsächlich in der Neuen Welt verbreitet. Einige Arten werden als Zierpflanzen und wenige Arten als Nahrungspflanzen verwendet.

## Beschreibung

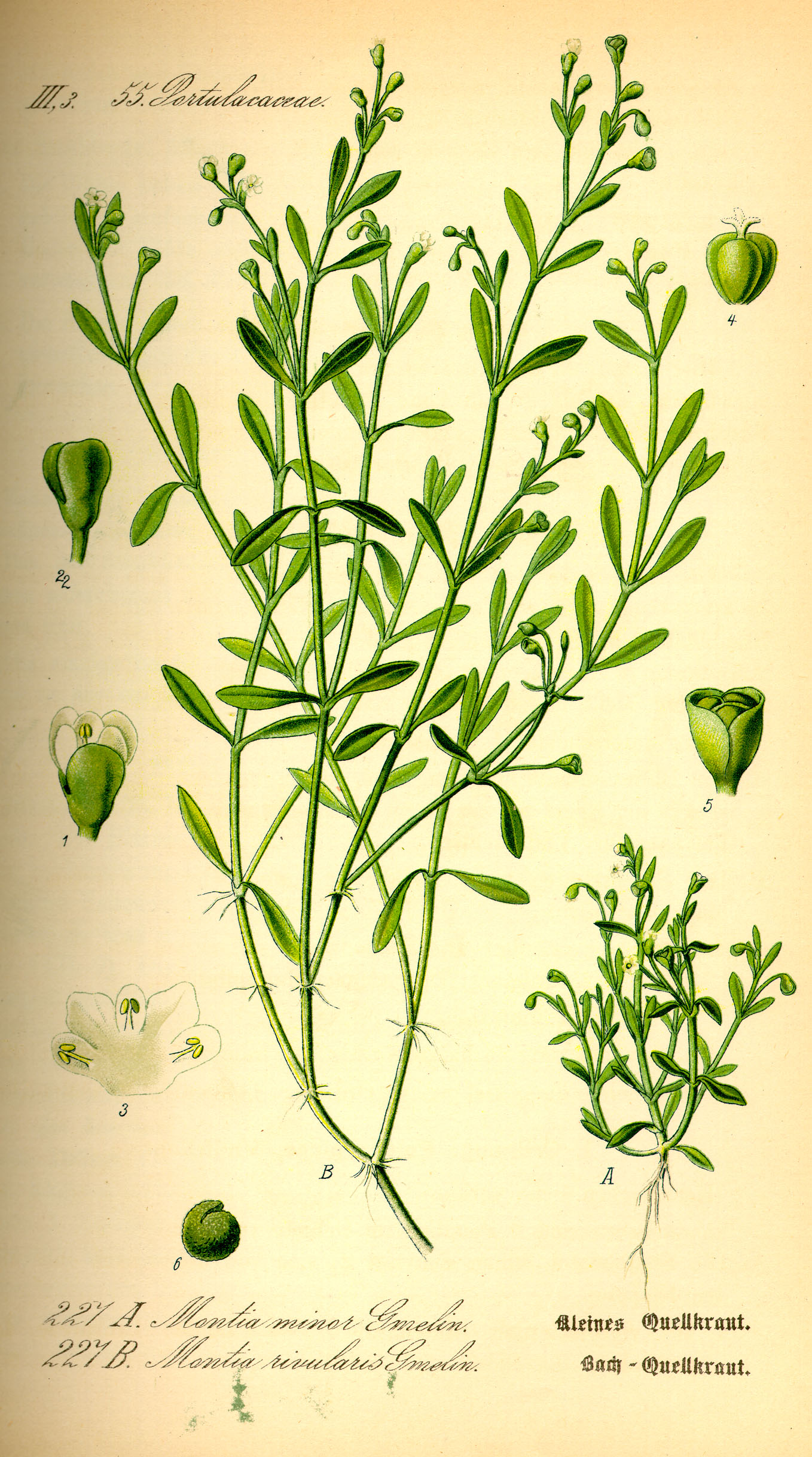
Illustration des Bach-Quellkrautes (Montia fontana)

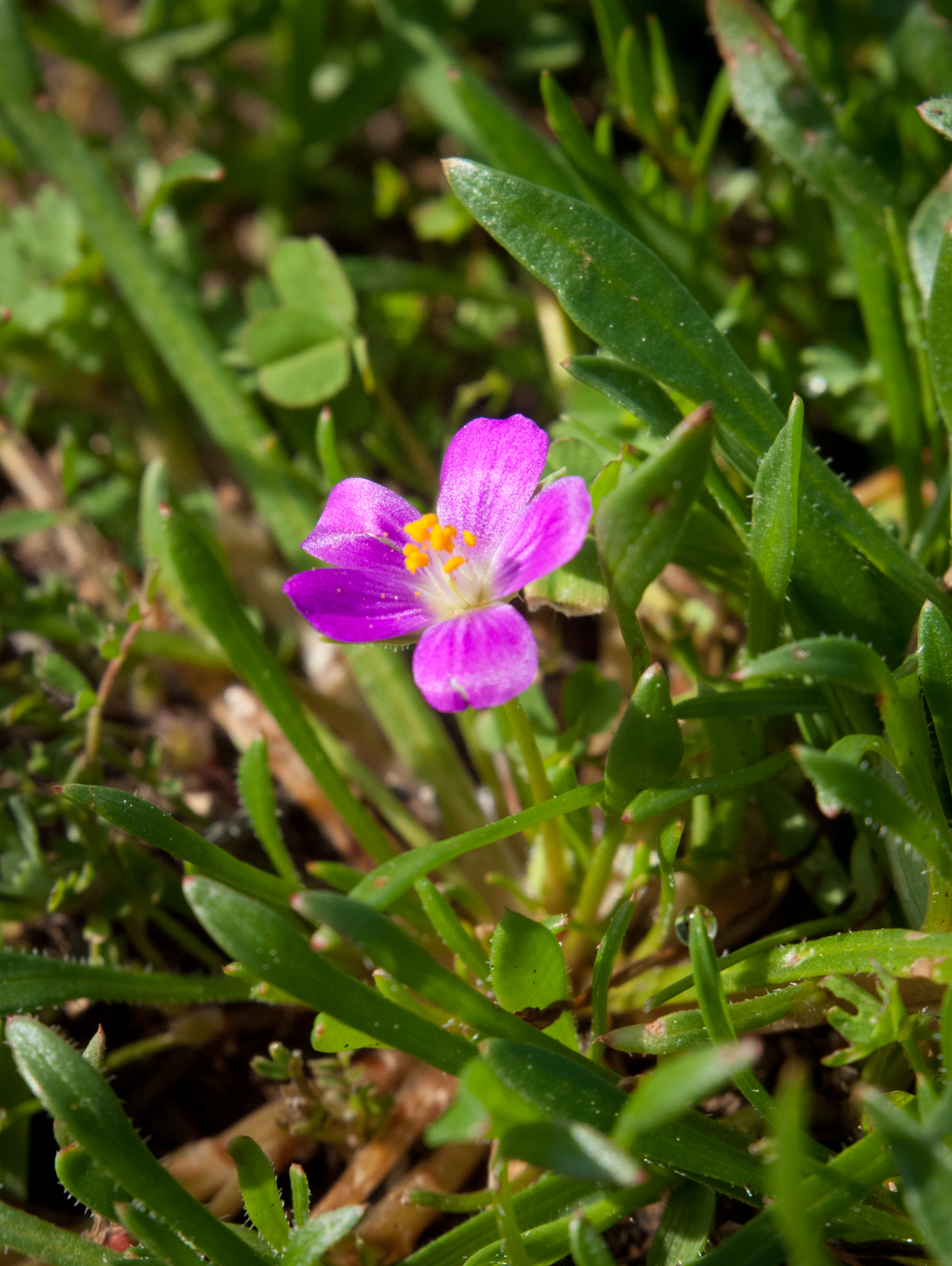
Calandrinia ciliata

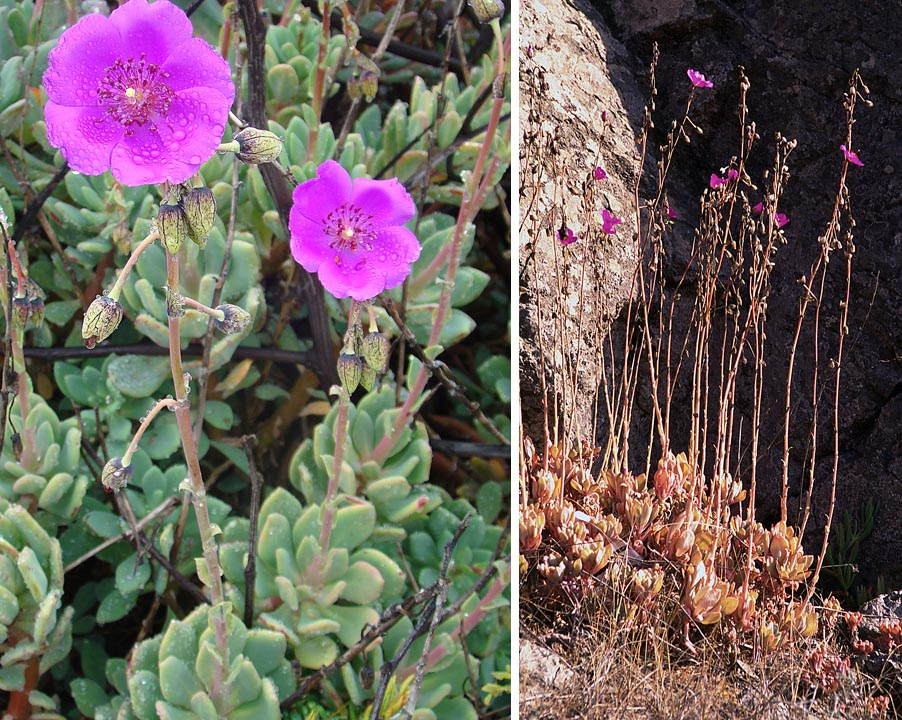
Cistanthe grandiflora

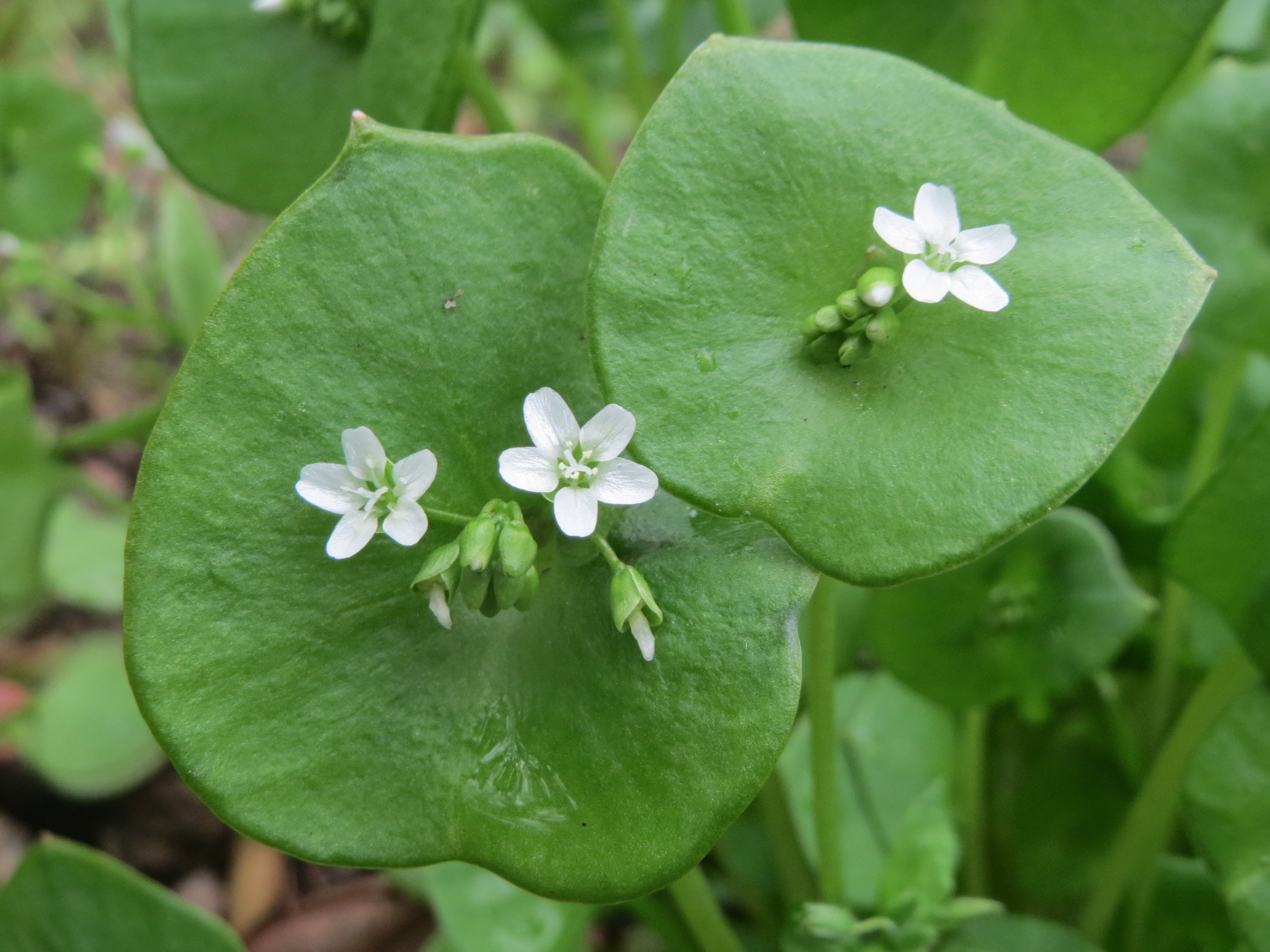
Gewöhnliches Tellerkraut (Claytonia perfoliata)

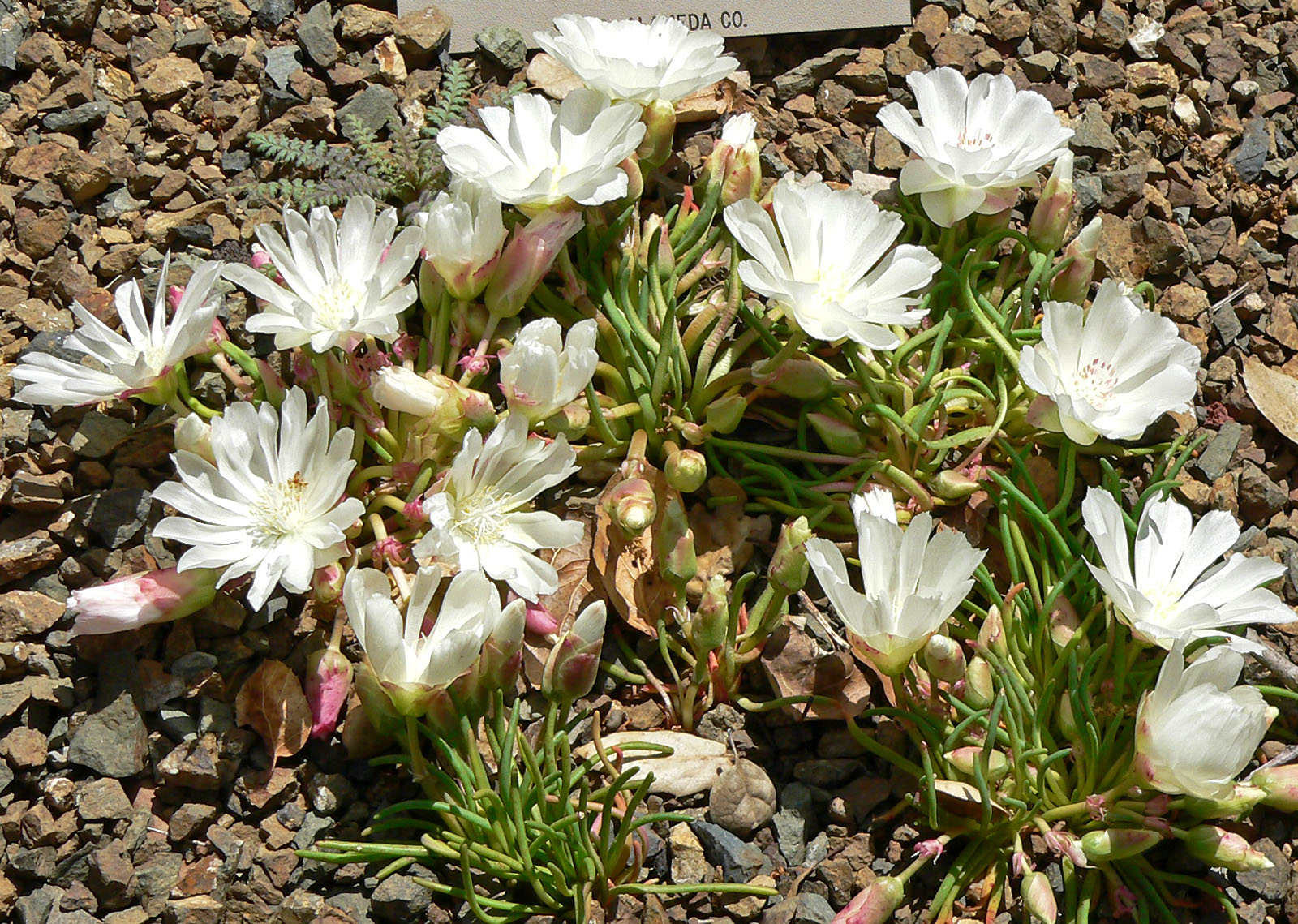
Die sukkulente Lewisia rediviva

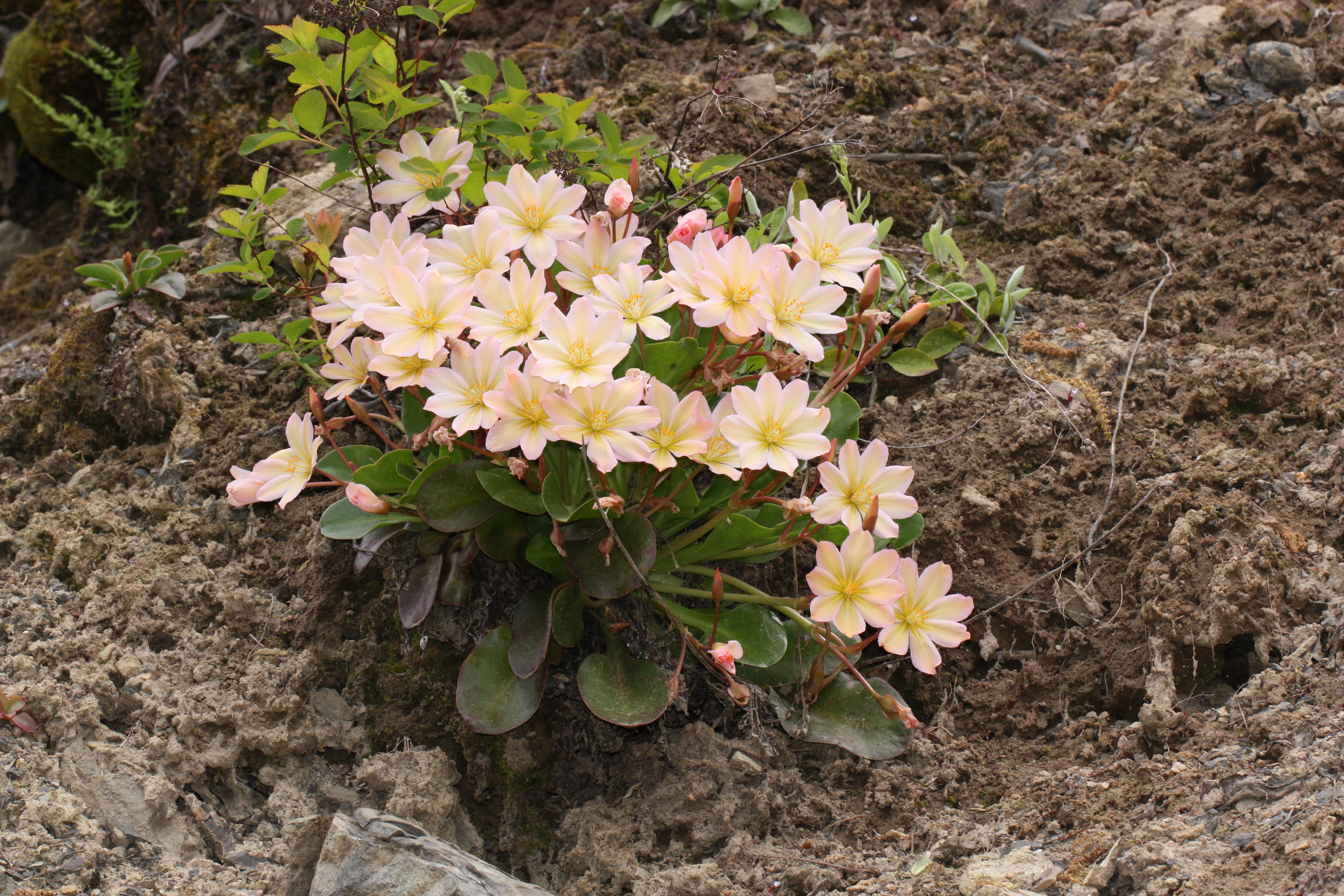
Lewisiopsis tweedyi

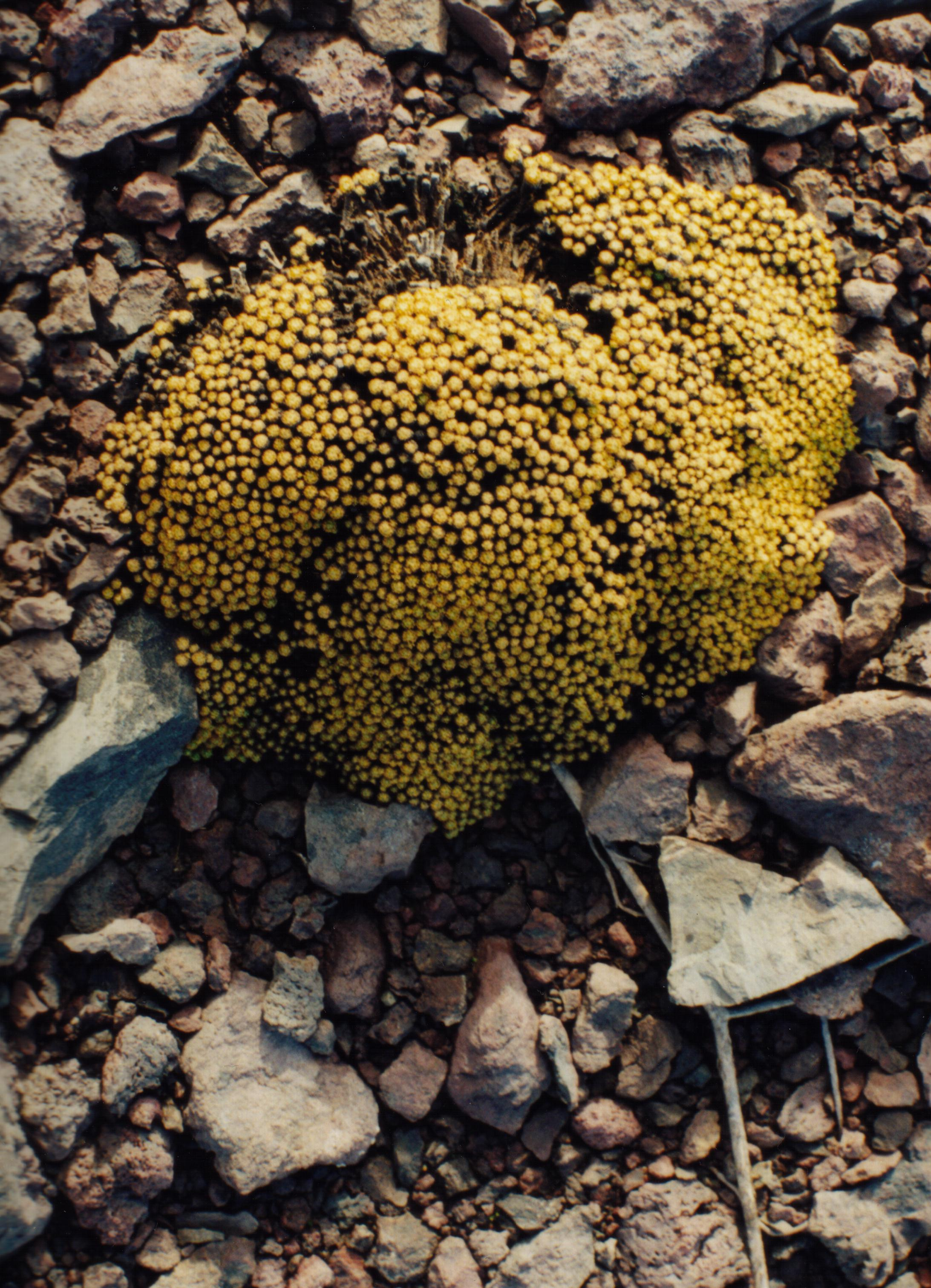
Die polsterbildende Art Lyallia kerguelensis

### Vegetative Merkmale
Es sind einjährige bis ausdauernde krautige Pflanzen, manche Arten sind Halbsträucher (Montiopsis). Einige Arten sind mehr oder weniger sukkulent (beispielsweise Lewisia). Die Internodien sind kurz. Sekundäres Dickenwachstum ist in geringen Umfang vorhanden. Bei einigen Arten sind die Wurzeln und die basalen Blätter verdickt.
Die Laubblätter stehen oft in Rosetten zusammen. Die Laubblätter besitzen oft eine stängelumfassende Basis. Die longitudinal angeordneten Stomata sind paracytisch. Die Wachse auf der Cuticula sind als anliegende Plättchen vorhanden. Alle Pflanzenteile sind unbehaart.

### Generative Merkmale
Die Blüten stehen achselständig einzeln oder in endständigen (oft monochasialen) zymösen Blütenständen.
Es sind vier bis fünf (bis neun) kronblattartige Blütenhüllblätter vorhanden. Es sind drei bis 100 Staubblätter vorhanden, die höchstens an ihrer Basis verwachsen sind. Die Pollenkörner sind also tricolpat oder pantoporat (Montia). Zwei bis acht Fruchtblätter sind zu einem oberständigen Fruchtknoten verwachsen. In freier zentraler Plazentation sind vier bis sieben Samenanlagen vorhanden.
Es wird eine Art Kapselfrucht gebildet.

### Chromosomenzahl
Die Chromosomenzahlen betragen n = 6-13 oder mehr. 

### Inhaltsstoffe
Die Arten der Familie enthalten Betalaine.

## Systematik

### Äußere Systematik
Früher waren diese Arten in die Familie der Portulakgewächse (Portulacaceae) eingegliedert. Molekularbiologische Untersuchungen haben nahegelegt, dass die Familie Montiaceae ein monophyletisches Taxon ergibt. Es verbleibt nur noch die Gattung Portulak (Portulaca) in der dadurch monophyletischen Familie der Portulacaceae. (Applequist et al. 2006, Nepokroeff et al. 2002 und Nyffeler et al. 2008) 
Innerhalb der Ordnung der Nelkenartigen (Caryophyllales) sind die Montiaceae nahe mit den Didiereaceae, Cactaceae, Halophytaceae, Portulacaceae, Anacampserotaceae, Talinaceae und Basellaceae verwandt; diese acht Familien können als Unterordnung Portulacineae zusammengefasst werden.

### Innere Systematik und Verbreitung
Die Familie Montiaceae wurde 1820 unter dem Namen „Montidia“ durch Constantine Samuel Rafinesque-Schmaltz in Annales Générales des Sciences Physiques, Band 5, Seite 349. Ein Synonym für Montiaceae Raf. ist Hectorellaceae Philipson & Skipworth.
Die Familie Montiaceae besitzt ein weites Verbreitungsgebiet, besonders im westlichen Nordamerika und im westlichen Südamerika, aber auch auf den Karibischen Inseln, in Neuseeland und den subantarktischen Inseln.
Die Familie Montiaceae umfasst folgende 15 Gattungen:
- Calandrinia Kunth (Syn.: Monocosmia Fenzl): Sie enthält etwa 14 Arten; sie kommen im westlichen Nordamerika, in Mittelamerika und im westlichen Südamerika vor.[4][5]
- Calyptridium Torr. & A.Gray (Syn: Spraguea Torr.)[3] Sie enthält etwa 14 Arten.[4] Sie kommen in Amerika vor.[5]
- Cistanthe Spach (Syn: Silvaea Phil.)[3] Sie enthält etwa 20 Arten.[4] Sie kommen in Amerika vor.[5]
- Tellerkräuter oder Claytonien[1] (Claytonia L., Limnia Haw.): Die etwa 27 Arten[4] kommen in Nordamerika und Ostasien vor. Zwei Arten sind Neophyten in Europa.[5]
- Hectorella Hook. f.: Es gibt nur eine Art:[4]
  - Hectorella caespitosa Hook. f.: Sie kommt in Neuseeland vor.
- Lenzia Phil.: Es gibt nur eine Art:
  - Lenzia chamaepitys Phil.: Sie kommt in Chile vor.[5]
- Lewisia Pursh (Syn.: Erocallis Rydb., Oreobroma Howell):[3] Die 16[4] bis 19 Arten sind im westlichen Nordamerika verbreitet.[5]
- Lewisiopsis Govaerts: Es gibt nur eine Art:[4]
  - Lewisiopsis tweedyi (A.Gray) Govaerts: Sie kommt im westlichen Nordamerika in der kanadischen Provinz British Columbia und im US-Bundesstaat Washington vor.[3]
- Lyallia Hook. f.: Es gibt nur eine Art:[4]
  - Lyallia kerguelensis Hook. f.: Dieser Endemit kommt nur auf den Kerguelen vor.
- Quellkräuter (Montia L., Syn.: Claytoniella Jurtzev, Crunocallis Rydb., Limnalsine Rydb., Maxia Ö.Nilsson, Mona Ö.Nilsson, Montiastrum (A.Gray) Rydb., Naiocrene (Torr. & A.Gray) Rydb., Neopaxia Ö.Nilsson, Paxia Ö.Nilsson):[3] Es gibt etwa 12 Arten[4][5], darunter:
  - Bach-Quellkraut (Montia fontana L.)
- Montiopsis Kuntze (Syn.: Calandriniopsis E.Franz):[3] Die 18 bis 40[4] Arten sind im westlichen Südamerika verbreitet und kommen besonders in Chile vor.[5]
- Parakeelya Hershk.: Es gibt 40[4] bis 70 Arten.
- Phemeranthus Raf.: Die 25 bis 30[4] Arten sind in der Neuen Welt verbreitet.[5][6][3][7]
- Philippiamra Kuntze (Syn.: Diazia Phil., Silvaea Phil.): Sie enthält etwa acht Arten.[4]
- Schreiteria Carolin: Es gibt nur eine Art:[4]
  - Schreiteria macrocarpa (Speg.) Carolin: Über diese Art ist wenig bekannt. Sie wurde nur im nördlichen Teil der argentinischen Provinz Tucumán gefunden, aber seit den 1930er Jahren nicht wieder gesammelt.[4]